# 菅原初代
菅原 初代（すがわら はつよ、1963年〈昭和38年〉11月14日 - 2023年〈令和5年〉3月9日）は、日本のフードファイター、タレント、実業家である。岩手県水沢市（現在の奥州市）出身。

## 経歴
中学校では数学が得意で、学級上位の成績を修めていた。部活では体操部で活動した。
岩手県立水沢高等学校に入学し、高校では新聞部で活動。三島由紀夫や太宰治、芥川龍之介などの文学全集を読破したという。
山形県立米沢女子短期大学卒業後、福島県で公務員司書として勤務する。
1998年、35歳で知人から紹介された男性と結婚。配偶者の転勤で青森県へ転居。
2002年に長男を出産する。
わんこそばの大食い大会で、2006年に「15分で289杯」を食して準優勝。2007年から2009年にかけて3年連続で優勝した。また、この頃よりフードファイターとして活動を開始。『元祖!大食い王決定戦』の女王戦で2008年から3連覇して殿堂入り。
ロシアン佐藤からは「試合に対して本当に真剣に取り組んでいるし、信じがたいほどにストイック。完璧なプロフェッショナル」と語られていた。
2016年12月には自宅の一角で自家製天然酵母を使用するパン店「カンパーニュ」を開店し、大食い企画やバラエティー番組には出演して精力的に活動した。
2022年6月に大腸癌の罹患が判明。ステージ4と診断され、闘病のためにパン店を閉店し、趣味で収集していた美術品やアート作品の展示販売を2023年2月に開催した。
2023年3月9日深夜に死去したことが、同月17日に菅原のTwitterアカウントで公表された。59歳没。同年5月4日に放送された『最強大食い王決定戦2023』の最後には菅原の出演映像と「菅原初代さんのご冥福をお祈りします」とのテロップにナレーションが放送された。
エステ三宅など、親しかったフードファイター仲間らによると、生前の菅原は「自身の病気は大食いとは全く関係ないが、関連があるように思われれば大食い界に迷惑がかかる」と気にし、病気の公表を避けていたという。

## 出演番組
- TVチャンピオン ‐ 番組内で「魔女」「魔女・菅原」の愛称がつけられた。
- 爆報! THE フライデー
- リンカーン
- 水曜日のダウンタウン
- デカ盛りハンター

## CM出演
- 岩手銀行 - のんと共演。行員役ののんが菅原のパン店に来店する内容。CMは実際の店舗にて撮影された。